# Спорное (Челябинская область)
Спорное — деревня в Октябрьском районе Челябинской области России. Входит в состав Подовинное сельское поселение.

## География
Расположена в юго-западной части района, на берегу озера Спорное (отсюда название), на расстоянии примерно 21 километр к северо-западу от села Октябрьское, административного центра района.

## История
Деревня выросла на месте заимки, построенной в 1898 украинскими немцами. В 1930 они организовали колхоз «Форверц» .

## Население
| 2002 | 2010 |
| ---- | ---- |
| 208  | ↘110 |

(в 1900 — 102, в 1926 — 161, в 1937 — 109, в 1959 — 245, в 1970 — 332, в 1995 — 264)

## Улицы
- Береговая улица
- Центральная улица
- Центральный 1-й переулок
- Центральный 2-й переулок